# Dinastía Luitpoldinga
La dinastía luitpoldinga fue una familia nobiliaria que gobernó Baviera a comienzos de la Edad Media (siglo IX), en los períodos 895 - 947 y 983 - 985. 
El fundador de la dinastía fue Luitpoldo de Baviera, margrave de la marca de Carintia, que murió en 907. Sus hijos y nietos se convirtieron en duques de Baviera.

## Fundación
Según la tradición, la dinastía Luitpoldinga tienen su origen en la Edad Media en la familia Huosi y es una de las más antiguas de Baviera, estando, probablemente emparentada con la Dinastía Carolingia. Algunos historiadores sostienen que  Litswinde, madre del emperador Arnulfo de Carintia, fue concubina del rey alemán Carlomán. Sin embargo, no existen pruebas documentales del parentesco de los Luitpoldinga con los carolingios. Sabemos solo que en 893 el emperador Arnulfo de Carintia, entregó las tierras de Carintia y la Panonia Superior (modernas Austria occidental y Hungría) a Luitpoldo. En la ciudad de Ratisbona, en 895, Luitpoldo también recibió el territorio del valle del Danubio y Nordgau (moderna Alto Palatinado). De este modo se formó una base territorial, consistente en Alemania - margraviato de Baviera. Al igual que otros gobernadores fronterizos de marcas del imperio, Luitpoldo luchó constantemente con los pueblos vecinos (eslavos y magiares) y murió en la batalla de Pressburg, ahora Bratislava, en 907.

## Acerca del fundador
Con los sucesores de Luitpoldo (Arnulfo, Everardo y Bertoldo) Baviera se transformó en ducado y se convirtió en uno de los cinco grandes principados del Imperio, los llamados «ducados tribales», formado sobre la base de una tribu germánica. Arnulfo de Baviera, apodado el Malo, se convirtió prácticamente en independiente del rey gobernante de Alemania, elegía y nombraba sus propios obispos para someterlos a la propiedad de tierras y era el líder de política exterior. A diferencia de los reyes de Alemania, que lucharon constantemente con los húngaros, Arnulfo de Baviera llegó a concluir en una paz con los húngaros, para proteger su propiedad en detrimento del imperio. Pero a su llegada al poder en Alemania de la dinastía sajona, dirigida por los poderosos Enrique I el Pajarero y Otón de Alemania, conocido como el Grande, condujeron a un debilitamiento de la autonomía de Baviera y el progresivo sometimiento a la autoridad central. En 947 el hijo y heredero de Bertoldo, el duque de Baviera Enrique el Joven, fue retirado del trono, que fue asignado a Enrique I, hermano de Otón I de Alemania.

## Lucha entre las dinastías sajona y luitpoldinga
La transferencia de Baviera a representantes de la Dinastía sajona dado lugar a un prolongado conflicto entre luitpoldingos y luidolfingos (segundo nombre de la dinastía de Sajonia, por su descendencia del sajón Liudolfo). Después de la pérdida de Baviera, Enrique el Joven todavía conservaba algunas de sus participaciones en Carintia, lo que le permitió mantener su posición en el imperio. El conflicto por Baviera con la línea luidolfinga de los emperadores del Sacro Imperio Romano terminó con la partición del ducado de Baviera en 976: fueron separados de todas las regiones oriental y sur de Verona para marcar la República Checa, que se constituyó dos nuevas marcas: marca oriental (lo que llegaría a ser la actual Austria) al norte, y el Gran Ducado de Carintia en las tierras fronterizas. Enrique el Joven se convirtió en gobernante de Carintia. Pronto, sin embargo, Enrique el Joven intervino en la lucha del ex duque de Baviera Enrique II el Pendenciero contra el emperador Otón II (la llamada guerra de los tres Enriques), fue derrotado y perdió Carintia. Pero posteriormente en el año 983 logró el retorno al trono de Baviera. Enrique de nuevo condujo a la división de los ducados de Baviera y Carintia, esta vez de forma definitiva. Enrique el Joven, duque de Carintia, permaneció al mando hasta su muerte en el año 989, por lo tanto, sentando las bases del estado carintio.

## Gobernantes

### Margrave de Carintia
- Luitpoldo de Baviera, 893 - 907.

### Margrave de Baviera
- Luitpoldo de Baviera, 889 - 907.

### Duques de Baviera
- Arnulfo de Baviera, 907 - 937;
- Everardo de Baviera, 937 - 938;
- Bertoldo de Baviera, 938 - 947;
- Enrique III el Joven, 983 - 985.[2]